# Нашичко Ново Село
Нашичко Ново Село је насељено место у саставу општине Ђурђеновац у Осјечко-барањској жупанији, Република Хрватска.

## Историја
До територијалне реорганизације у Хрватској налазило се у саставу старе општине Нашице.

## Становништво
На попису становништва 2011. године, Нашичко Ново Село је имало 344 становника.

## Попис1991.
На попису становништва 1991. године, насељено место Нашичко Ново Село је имало 449 становника, следећег националног састава:
| Попис 1991.‍  | Попис 1991.‍  | Попис 1991.‍ | Попис 1991.‍ | Попис 1991.‍ |
| ------------ | ------------ | ----------- | ----------- | ----------- |
|              |              |             |             |             |
| Хрвати       | Хрвати       |             | 420         | 93,54%      |
| Југословени  | Југословени  |             | 8           | 1,78%       |
| Мађари       | Мађари       |             | 3           | 0,66%       |
| Немци        | Немци        |             | 2           | 0,44%       |
| Словенци     | Словенци     |             | 2           | 0,44%       |
| Румуни       | Румуни       |             | 1           | 0,22%       |
| неопредељени | неопредељени |             | 2           | 0,44%       |
| непознато    | непознато    |             | 11          | 2,44%       |
| укупно: 449  |              |             |             |             |